# Voi Syria
Voi Syria, còn gọi với cái tên khác: voi Tây Á (Elephas maximus asurus) là tên gọi được đề xuất cho các phân loài sinh sống ở vùng cực tây của voi châu Á (Elephas maximus) - giống voi đã tuyệt chủng vào thời cổ đại. Bộ xương của E. m. asurus đã được thu thập tại vùng Trung Đông: Iran, Iraq và Syria, với các niên đại hiện vật trải dài từ 3 triệu năm trước Công nguyên đến 100 năm trước Công nguyên.
Các thợ thủ công Syria cổ đại đã sử dụng ngà của voi E. m. asurus để chạm khắc. Ở Syria, việc sản xuất các mặt hàng ngà voi thịnh vượng nhất trong khoảng thời gian thiên thiên niên kỷ thứ nhất trước Công nguyên, khi người Aramea tạo ra các vật dụng khảm ngà voi lộng lẫy và sử dụng làm đồ nội thất. Do vấn đề săn bắn quá mức voi Syria để lấy ngà nên loài voi này cuối cùng đã tuyệt chủng vào khoảng năm 100 trước Công nguyên.

## Hình dáng
Voi Syria là một trong những phân loài voi châu Á có kích thước lớn nhất tồn tại trong mọi thời kỳ lịch sử, có kích thước chiều cao tính từ vai là từ 3,5 mét (11 ft 6 in) trở lên. Kích thước này ngang bằng với những con voi Ấn Độ có kích thước lớn nhất từng được ghi nhận. Khung xương cho thấy Voi Syria không khác nhiều so với phân loài voi Ấn Độ, ngoại trừ kích thước của nó.

## Phân bố và sinh cảnh
Ở Tây Á, những con voi loài này sinh sống trải dài từ các khu rừng ngập mặn ở miền nam Iran, đến miền nam Anatolia, thảo nguyên Syria và lan rộng sang cả Israel. Ashurnasirpal II tự hào về tài giết voi, cùng với bò và sư tử hoang dã.